# Anticiganismo
Anticiganismo ou Romafobia é a hostilidade, preconceito, discriminação ou racismo direcionado especificamente ao povo Rom (Roma, Sinti, Caló e Romnichals). Grupos viajantes não-rom na europa, como os Yeniches, Pavee ou viajantes escoceses são frequentementes chamados, de forma incorreta, de "ciganos" e confundidos com o povo Rom. Consequentemente, sentimentos originalmente dirigidos ao povo Rom são também dirigidos a esses outros povos viajantes e conhecidos como sentimentos "anticiganos."

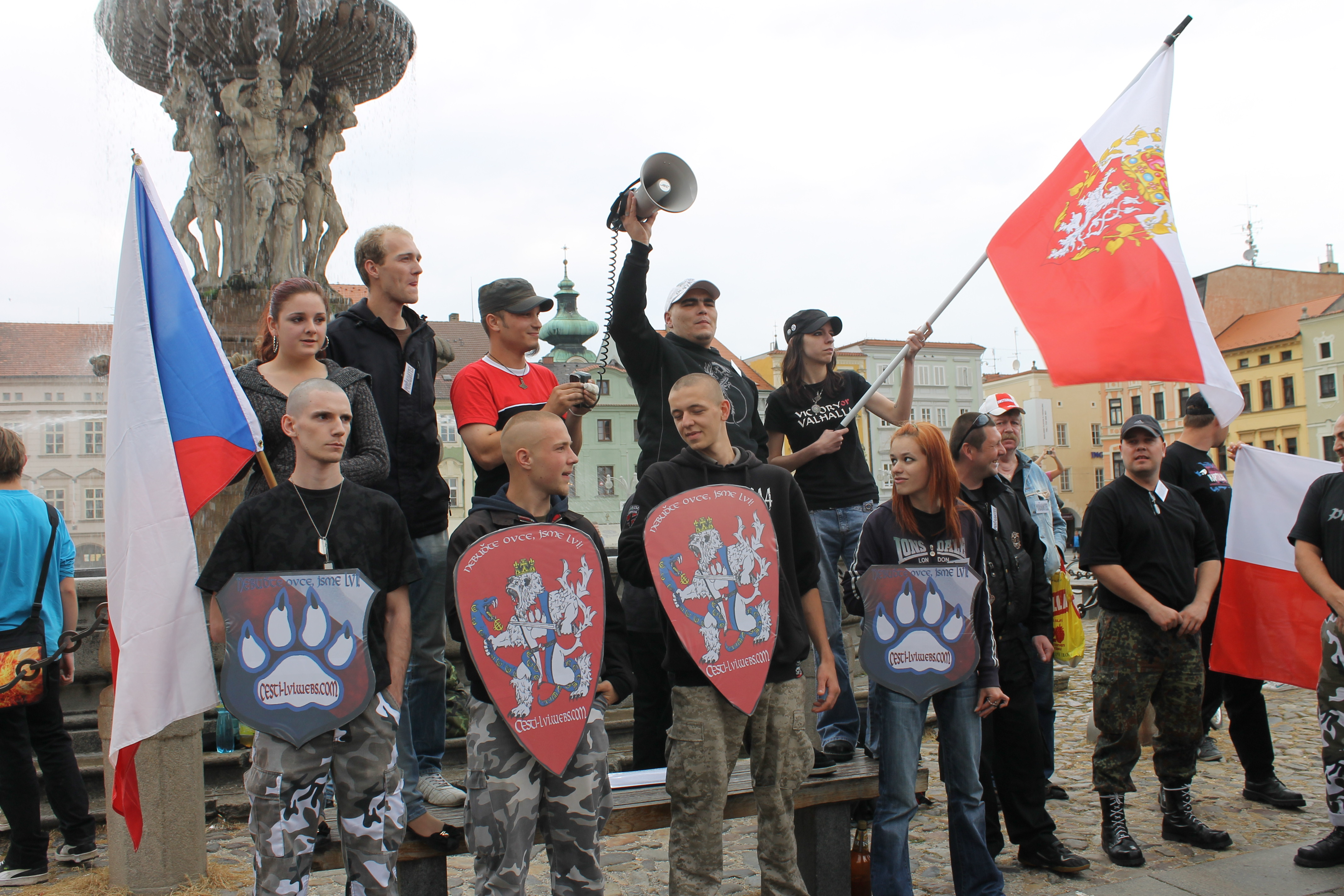
Neopagãos checos em um protesto anti-rom em České Budějovice, 29 de junho de 2013

O termo em inglês "antigypsyism" é reconhecido pelo Parlamento Europeu e pela Comissão Europeia, bem como por boa parte da sociedade civil.

## Etimologia
A palavra cigano vem do termo Cingane (var. Tsinganoi, Zigar, Zigeuner), derivado provavelmente de Atínganos, o nome de uma seita cristã com a qual os roma se tornaram associados durante a Idade Média. O termo anticiganismo é originário do termo alemão Antiziganismus.

## História

### Na Idade Média

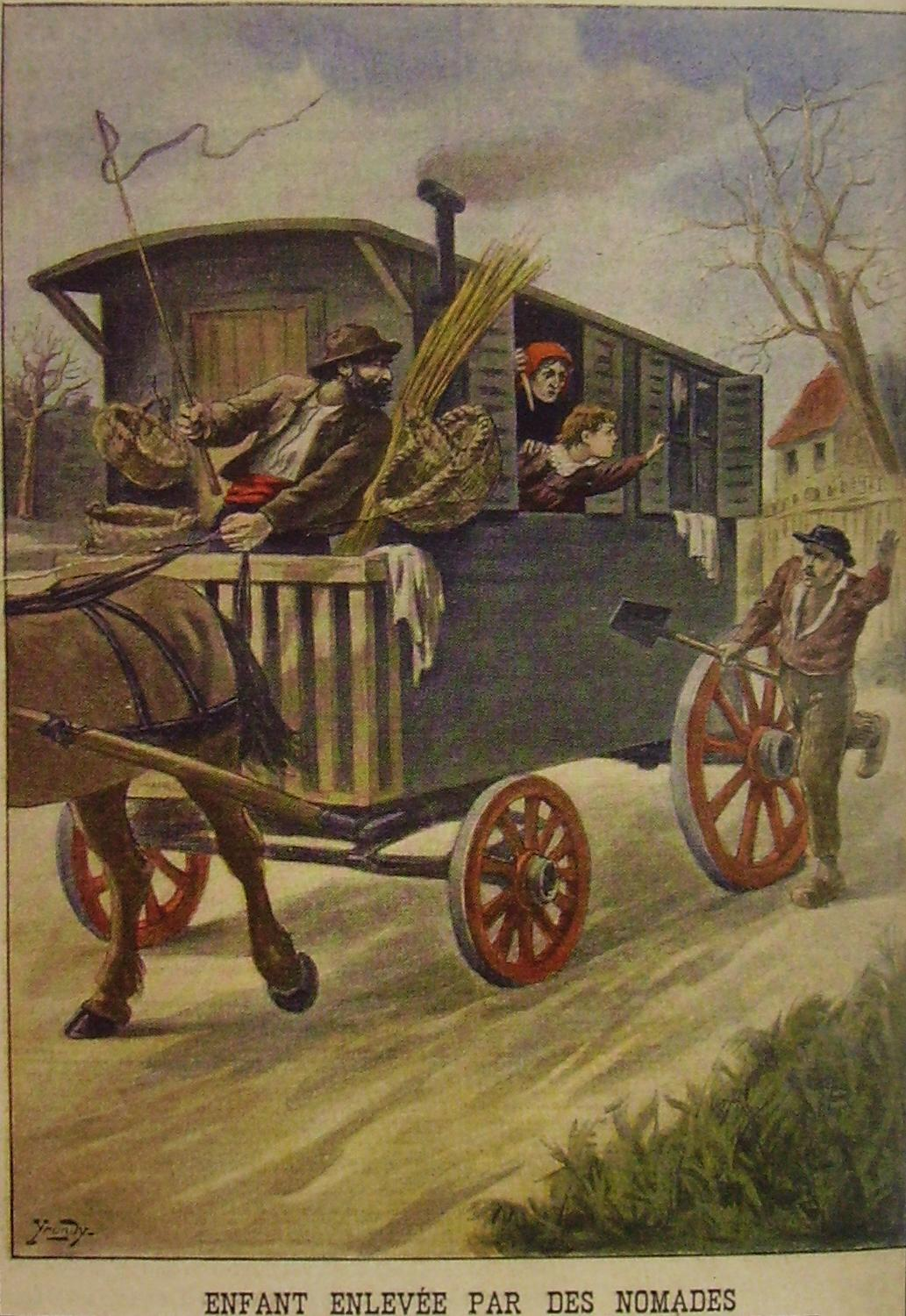
Um cartaz francês retratando uma criança sendo raptada por nômades

Nos registros bizantinos do início do século XIII, os Atsínganoi são mencionados como sendo "bruxos... que são inspirados satanicamente e fingem prever o desconhecido".
A escravização dos roma, em sua maioria tomados como prisioneiros de guerra nos Principados do Danúbio, é registrada pela primeira fez no final do século XV. Nesses países, extensivas legislações foram desenvolvidas para classificar roma em diferentes categorias, de acordo com suas funções como escravos.
No século XVI, muitos roma que viviem na Europa Central e Leste Europeu trabalhavam como músicos, artesãos de metal e soldados. Com a expansão do Império Otomano, os roma foram relegados, sendo vistos como tendo "nenhuma afiliação profissional permanente visível", aos degraus mais baixos da escada social.

#### OsDacianos
Os Dacianos eram um grupo mítico de viajantes europeus, tratados como uma casta do povo Rom. Eles supostamente se especializaram no sequestro de crianças e criação de "monstros humanos". Eles também são referidos como sendo uma sociedade criminosa que durou até o século XVIII, mutilando crianças para que pudessem ser vendidas como pedintes profissionais. Os Dacianos teriam habitado partes da Espanha por centenas de anos. O termo em si, assim como gitanos, é um termo espanhol para ciganos. Eles também foram identificados como Comprachicos ou Comprapequeños em O Homem que Ri de Victor Hugo. Hugo afirmou que traços deste grupo podem ser encontrados nas leis penais da Espanha e Inglaterra. A origem do grupo é ligada a ciganos chamados Dácios, que habitavam a província romana de Dácia, e mais tarde um reino no atual território da Hungria.

### Séculos XVI e XVII
Na Hungria Real do século XVI, durante a ocupação turca, a Coroa desenvolveu fortes políticas anti-roma, já que essas pessoas eram consideradas suspeitas de espionagem turca ou de fazerem parte de uma quinta-coluna. Nessa atmosfera, eles eram expulsos de muitos locais, levando-os a adotar um estido de vida cada vez mais nômade.
A primeira legislação anti-roma foi emitida no Margraviato da Morávia em 1538 e, três anos depois, Fernando I do Sacro Império Romano-Germânico ordenou que os roma em seu reino fossem expulsos, depois de uma série de incêndios em Praga. Em 1545, a Dieta de Augsburgo declarou que "qualquer um que mate um Cigano (Roma), não será culpado de assassinato algum". A matança massiva subsequente através do império forçou que o governo declarassem "proibido o afogamento de mulheres e crianças rom".
Na Inglaterra, o Egyptians Act 1530 baniu que roma entrassem no país e obrigou que qualquer um que vivesse no país saísse dentro de 16 dias. Não cumprir esta lei resultaria no confisco de propriedade, prisão e deportação. O ato foi emendado com o Egyptians Act 1554, que direcionou que eles abandonassem sua "companhia e vida perversa e terrível" e adotassem um estilo de vida fixo. Aqueles que não aderissem a uma existência sedentária eram executados pelo conselho privado como uma "advertência aos outros" roma.
Em 1660, os roma foram proibidos de viver na França por Luís XIV.

### Século XVIII
Em 1710, José I do Sacro Império Romano-Germânico emitiu um decreto contra os roma, ordenando que "todos os homens adultos fossem enforcados sem julgamento, enquanto mulheres e homens jovens seriam açoitados e banidos para sempre." Ademais, no reino da Boémia, homens rom deveriam ter sua orelha direita cortada; no Margraviato da Morávia, a orelha esquerda deveria ser cortada. Em outras partes da Áustria, eles deveriam ser marcados nas costas com um ferrete, representando as forcas. Essas mutilações permitiam que as autoridades identificassem os indivíduos como roma em sua segunda detenção. O decreto encorajou que oficiais locais caçassem os roma em suas áreas, taxando em 100 Reichsthaler qualquer um que falhasse nessa tarefa. Qualquer um que ajudasse um rom seria punido com trabalho forçado por meio ano. O resultado foram assassinatos em massa de roma por todo o Sacro Império Romano. em 1721, Carlos VI emendou o decreto, incluindo a execução de mulheres rom adultas, enquanto crianças deveriam "ser postas em hospitais para educação".
Em 1749, Fernando VI de Espanha tentou exterminar todos os roma no país no evento conhecido como "Gran Redada". Isso resultou na fuga em massa de ciganos da Espanha, uma medida discriminatória que só teve fim com a chegada do novo rei espanhol, Carlos III. Em 1774, Maria Teresa da Áustria emitiu um decreto proibindo o casamento entre roma. Quando uma mulher rom se casava com um não-rom, ela deveria produzir provas de "serviço doméstico diligente e familiaridade com os dogmas católicos", enquanto um homem rom deveria "provar sua capacidade de sustentar uma esposa e filhos", e "crianças ciganas acima dos cinco anos deveriam ser retiradas de suas famílias e criadas por famílias não-rom."
Em 2007, o governo romeno estabeleceu um painel para estudar o período de escravidão rom por príncipes, proprietários de terra e monastérios entre os séculos XVIII e XIX. Esta prática legalizada por documentada pela primeira vez no século XV. A escravidão de roma foi banida nos principados romenos da Moldávia e Valáquia por volta de 1856.

### Século XIX
Governos regularmente citavam pequenos furtos cometidos por roma como justificação para regulá-los e persegui-los. Em 1899, o Nachrichtendienst für die Sicherheitspolizei in Bezug auf Zigeuner (Serviço de inteligência para a polícia de segurança acerca de ciganos) foi criado em Munique sob a direção de Alfred Dillmann, e catalogava dados sobre todos os indivíduos roma através das terras falantes de alemão. Seu fechamento não foi oficializado até 1970. Os resultados foram publicados em 1905 no Zigeuner-Buch de Dillmann, utilizado nos anos seguintes para justificar o Porajmos. Ele descrevia o povo Rom como uma "praga" e uma "ameaça", mas quase exclusivamente caracterizada "crimes ciganos" como transgressão e furto de comida.
Nos Estados Unidos, durante um debate no Congresso em 1886 sobre a Décima-Quarta Emenda da Constituição dos Estados Unidos que iria subsequentemente garantir cidadania a qualquer pessoa nascida dentro de território estadunidense, uma objeção foi colocada, afirmando que uma das consequências da aprovação da emenda seria a garantia de cidadania a ciganos e outros grupos considerados por alguns como indesejáveis.
O senador da Pensilvânia Edgar Cowan afirmou,
...Eu sou tão liberal quanto qualquer um a favor dos direitos de todas as pessoas, mas eu não estou disposto, como parte do meu Estado, a desistir dos direitos que ele reivindica, e que ele pode exercitar, e exercitar antes de muito tempo, de expulsar um certo número de pessoas que invadem suas fronteiras; que não lhe devem qualquer fidelidade; que fingem não dever; que reconhecem autoridade alguma em seu governo; que possuem um governo próprio e independente—um imperium in imperio; que não pagam qualquer imposto; que nunca exercem serviço militar; que não fazem nada, de fato, que os torna cidadãos, e exercem nenhum dos deveres que lhes pertencem mas, por outro lado, não possuem nenhum lar, fingem não possuirem qualquer terra, não vivem em lugar algum, habitam como transgressores aonde quer que vão, e cujo único mérito é a trapaça universal; que se deliciam com ela, que ostentam-na, e cuja sagacidade e astúcia é de caráter tão transcendente que habilidade alguma serve para corrigi-la ou puni-la; falo dos ciganos. Eles vagueiam como gangues no meu Estado... Essas pessoas vivem no país e nascem no país. Elas infestam a sociedade.
Em resposta, o senador John Conness da Califórnia observou,
Eu vivo nos Estados Unidos há muitos anos, e eu realmente tenho ouvido mais sobre ciganos nos últimos dois ou três meses do que em qualquer ponto anterior da minha vida. Não pode ser porque eles aumentaram tanto ultimamente. Não pode ser porque eles parecem particularmente opressivos neste ou naquele lugar. Deve ser porque o elemento cigano foi adicionado à nossa agitação política, para que apenas o preto não possa tomar toda a nossa atenção.

### O Holocausto Cigano

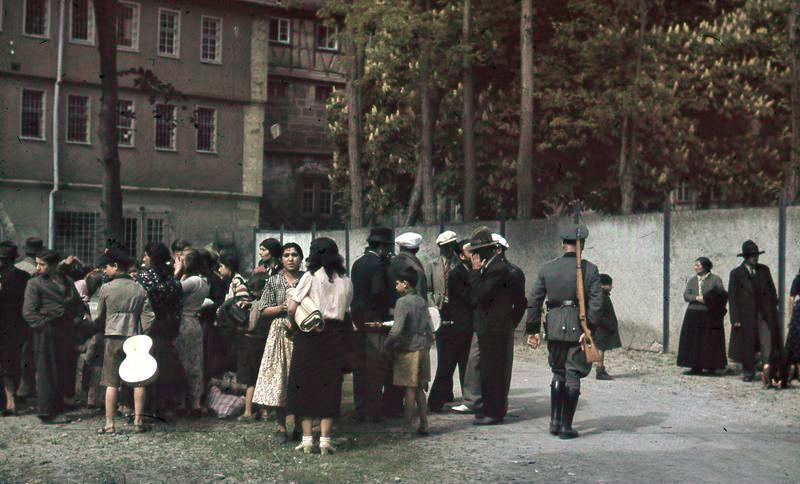
Deportação de sinti e roma na Alemanha nazista em Asperg, 1940

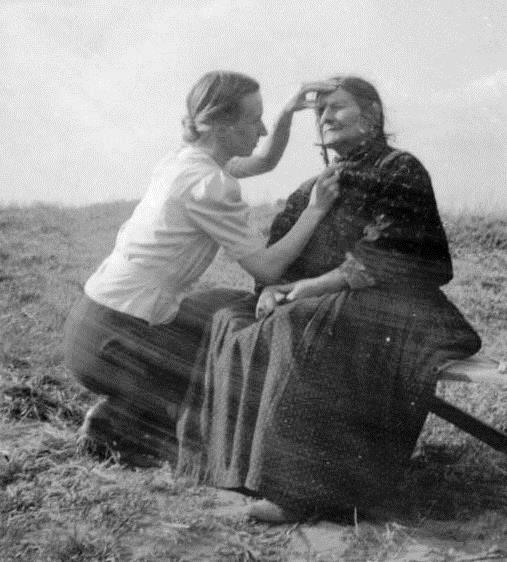
Eva Justin checando as características faciais de uma mulher rom como parte de seus "estudos raciais"

A perseguição do povo Rom atingiu um pico durante a Segunda Guerra Mundial no Porajmos (literalmente, a devoração), um neologismo descritivo para o genocídio nazista de roma durante o Holocausto. As comunidades rom na Europa Central e Leste Europeu eram menos organizadas que as comunidades judias; e o Einsatzgruppen, esquadrões da morte móveis que viajavam de vila em vila massacrando os habitantes rom onde viiam, tipicamente deixavam poucos ou nenhum registro do número de roma mortos dessa forma. Mesmo que em alguns poucos casos significativa evidência sobre os assassinatos em massa tenha sido gerada, é mais difícil aferir o número real de vítimas. Historiadores estimam que algo entre 220.000 e 500.000 roma tenham cido mortos pelos alemães e seus colaboradores—de 25% a mais de 50% do pouco mais de 1 milhão de roma que viviam na Europa na época. Um estudo mais aprofundado de Ian Hancock revelou que o número de mortos pode ter sido cerca de 1,5 milhão.
A ideologia racial nazista punha roma, judeus, eslavos e negros na base da escala racial. As Leis de Nuremberg de 1935 retiraram as cidadanias dos judeus, confiscaram propriedade e criminalizaram relações sexuais e casamento com arianos. Essas leis foram estendidas aos roma, já que as políticas nazistas relacionadas aos roma e sinti era complicada por teorias racialistas pseudo-históricas, que poderiam ser contraditórias, nomeadamente de que o povo Rom tinha ancestralidade egípcia. Apesar de considerarem os roma extremamente inferiores, eles acreditavam que o povo Rom tinha alguma "raiz ariana" que teria sido corrompida. Os roma, na realidade, são um povo distintivamente europeu de descendência considerável do noroeste indiano, ou o que é literalmente considerado ariano. Bem como os judeus europeus, especificamente os Asquenazes, o povo Rom adquiriu rapidamente genes europeus via escravidão e casamentos depois de sua chegada à Europa há 1.000 anos.
No Protetorado da Boêmia e Morávia, o genocídio nazista dos roma foi tão extensivo que acabou por exterminar quase todos os falantes de romani boêmio, um dialeto do Romani, levando eventualmente à extinção da língua em 1970 com a morte de sua última falante conhecida, Hana Šebková. Na Dinamarca, Grécia e em um pequeno número de outros países, a resistência da população local impediu as planejadas deportações e extermínio nazistas dos roma. Na maior parte dos países conquistados (por exemplo, os estados bálticos), cooperação local com os nazistas facilitou o assassinato de quase todos os roma locais. Na Croácia, os colaboradores croatas da Ustaše foram tão perversos que apenas apenas uma pequena fração de roma (e judeus) croatas sobreviveram.
Em 1982, a Alemanha Ocidental reconheceu formalmente que genocídio havia sido cometido contra os roma. Antes disso, eles alegavam que, ao contrário do que havia sido feito com judeus, os roma e sinti não haviam se tornado alvos por motivos raciais, e sim por razões "criminais", invocando estereótipos anticiganistas. No saber moderno sobre o Holocausto, o Porajmos tem sido cada vez mais reconhecido como um genocídio cometido em simultâneo com o Shoá.

### A Igreja Católica se responsabiliza
Em 12 de março de 2000, o Papa João Paulo II emitiu um pedido de desculpas público e formal para, entre outros grupos de pessoas afetados pela perseguição católica, o povo Rom e pediu a Deus por perdão. Em 2 de junho de 2019, o Papa Francisco reconheceu, durante uma reunião com membro da comunidade de roma romenos, o histórico da Igreja Católica de promoção da "discriminação, segregação e maus tratos" contra o povo Rom ao redor do mundo, pediu desculpas, e pediu perdão ao povo Rom.

## Anticiganismo contemporâneo
Um relatório de 2011 emitido pela Anistia internacional afirma que "discriminação sistêmica está ocorrendo contra até 10 milhões de roma pela Europa. A organização documentou a falha dos governos do continente em fazer jus a suas obrigações."
O anticiganismo continuou a acontecer nos anos 2000, particularmente na Eslováquia, Hungria, Eslovénia, Espanha e Kosovo. Na Bulgária, o professor e membro do parlamento Ognian Saparev escreveu artigos afirmando que 'ciganos' são culturalmente inclinados para o roubo e usam seu status de minoria para 'chantagear' a maioria, além de afirmar em uma entrevista que o uso de prostitutas rom menores de idade não seria um crime, porque "aos 14 anos elas já são mulheres maduras". Oficiais da União Europeia repreenderam a Chéquia e a Eslováquia em 2007 por segregar à força crianças rom em escolas.
O Comissário de Direitos Humanos do Conselho Europeu entre 2006 e 2012, Thomas Hammarberg, foi um crítico vocal do anticiganismo. Em agosto de 2008, Hammarberg notou que "a retórica atual contra os roma é muito similar àquela utilizada pela Alemanha Nazista antes da Segunda Guerra Mundial. Mais uma vez, é alegado que os roma não uma ameaça à segurança e saúde pública. Nenhuma distinção é feita entre alguns poucos criminosos e a maioria esmagadora da população rom. Isso é vergonhoso e perigoso".
De acordo com a pesquisa da organização Human Rights First de 2008 sobre crimes de ódio, roma sofrem com agressões constantes em ruas e outros locais públicos então viajam para e de casas e mercados. Em vários casos sérios de violência contra eles, agressores também procuraram por famílias inteiras em suas casas ou comunidades inteiras em assentamentos que abrigavam majoritariamente roma. Os padrões gemeralizados de violência são às vezes direcionados a tanto causar dano imediato aos roma, sem distinção entre adultos, idosos e crianças quanto erradicar a presença de roma em cidade de diversos países europeus.

### Opinião pública
A extensão de atitudes negativas direcionadas ao povo Rom varia em diferentes partes da Europa.
| Visões negativas dos roma, 2019 | Visões negativas dos roma, 2019 | Visões negativas dos roma, 2019 | Visões negativas dos roma, 2019 | Visões negativas dos roma, 2019 |
| ------------------------------- | ------------------------------- | ------------------------------- | ------------------------------- | ------------------------------- |
| País                            |                                 |                                 | Porcentagem                     |                                 |
| Itália                          | Itália                          |                                 | 83%                             | 83%                             |
| Eslováquia                      | Eslováquia                      |                                 | 76%                             | 76%                             |
| Grécia                          | Grécia                          |                                 | 72%                             | 72%                             |
| Bulgária                        | Bulgária                        |                                 | 68%                             | 68%                             |
| Chéquia                         | Chéquia                         |                                 | 66%                             | 66%                             |
| Lituânia                        | Lituânia                        |                                 | 61%                             | 61%                             |
| Hungria                         | Hungria                         |                                 | 61%                             | 61%                             |
| Ucrânia                         | Ucrânia                         |                                 | 54%                             | 54%                             |
| Rússia                          | Rússia                          |                                 | 52%                             | 52%                             |
| Polônia                         | Polônia                         |                                 | 51%                             | 51%                             |
| Espanha                         | Espanha                         |                                 | 51%                             | 51%                             |
| França                          | França                          |                                 | 44%                             | 44%                             |
| Alemanha                        | Alemanha                        |                                 | 37%                             | 37%                             |

### União Europeia

De acordo com uma pesquisa conduzida pela Comissão Europeia em 2015, 20% dos respondentes se sentiriam completamente desconfortável trabalhando com uma pessoa rom (
violeta), comparado com 17% com uma pessoa transgénero ou transexual (
verde) e 13% com uma pessoa muçulmana (
laranja). Isto torna os roma a minoria mais discriminada na Europa.

A prática de colocar estudantes rom em escolas ou aulas segregadas continua generalizada em países da Europa. Muitas crianças rom são canalizadas para escolas completamente rom que oferecem educação de baixa qualidade e estão por vezes em baixas condições físicas, ou em aulas completamente ou majoritariamente rom em escolas mistas. Muitas crianças rom são enviadas para aulas para crianças com deficiências. Elas também são enviadas para as chamadas "escolas de delinquentes", com uma variedade de abusos de direitos humanos.
Roma em cidades europeias são frequentemente acusados de crimes como pickpocketing (bater carteira). Em 2009, um documentário feito pela BBC chamado Gypsy Child Thieves (Crianças Ladras Ciganas) mostrou crianças rom sendo raptadas e abusadas por gangues rom na Romênia. As crianças eram frequentemente presas em barracões durante a noite e mandadas para furtar durante o dia. Entretanto, Chachipe, uma caridade que trabalha para os direitos humanos do povo Rom, alegou que o programa promovia "estereótipos populares contra roma que contribuíam para a sua marginalização e legitimava agressões racistas contra eles" e que sugerindo que pedir e abusar de menores era "intrínsico à cultura rom", o programa era "altamente danoso" para o povo Rom. A caridade aceitou, porém, que alguns dos incidentes detalhados no programa de fato ocorreram.
O documentário especulou que em Milão, Itália, uma criança rom era capaz de roubar até €12.000 por mês; e que haviam até 50 das tais crianças rom abusadas operando na cidade. O filme também descreveu a ligação entre pobreza, discriminação, crime e exploração.
Um estudo das Nações Unidas descobriu que roma vivendo em países europeus eram muito mais detidos por roubo do que outros grupos. A Anistia internacional e grupos dos direitos dos roma como a Union Romani culparam o racismo institucional generalizado e perseguição. Em julho de 2008, um artigo da Business Week descreveu a população rom da região como uma "oportunidade econômica perdida". Centenas de pessoas em Ostravice, nas Besquides da Chéquia, assinaram uma petição contra um plano de mover famílias rom de Ostrava para sua cidade, com medo de uma "invasão rom".
Em 2009, o painel antiracista da ONU afirmou que "Ciganos sofrem de racismo generalizado na União Europeia". A UE lançou um programa intitulado Década de inclusão dos ciganos para combater este e outros problemas.

## Na cultura popular
- No episódio "The Big Clan" da série televisiva estadunidense "Dragnet," originalmente transmitido em 8 de fevereiro de 1968, Sgt. Friday (Jack Webb) indica que ciganos são uma organização criminosa.
- No mocumentário Borat! Cultural Learnings of America for Make Benefit Glorious Nation of Kazakhstan, de 2006, o personagem de Sacha Baron Cohen explica que sua cidade natal tem "uma cerca alta para manter ciganos e judeus longe"; a cena foi gravada em Glod, uma vila rom no centro da Romênia. Ele também faz outros comentários anticiganos pelo filme.
- O álbum As Jóias de Castafiore, da série de banda desenhada As Aventuras de Tintim critica o anticiganismo. Depois que o Capitão Haddock convida um grupo de roma para viver em sua propriedade, eles são falsamente acusados de roubarem uma esmeralda inestimável de Bianca Castafiore. Tintim contesta outros personagens se mostram suspeitos e descobre que o verdadeiro criminoso era uma pega.
- Em diversas adaptações de Notre-Dame de Paris, de Victor Hugo, tal como a adaptação da Disney de 1996, Claude Frollo é retratado como tendo um forte e genocida ódio por ciganos, apesar desta característica não ser tão evidente no romance original.
- Muitas instâncias de anticiganismo são descritos no romance de Kristian Novak de 2016, Ziganin but the most beautiful.[51]
- O filme Snatch - Porcos e Diamantes, do diretor Guy Ritchie, lançado em 2000, mostra sentimentos antiPavee entre bretões.